# あけぼの (食品)
あけぼのは、日本の食品メーカー・マルハニチロ（旧ニチロ→マルハニチロ食品）が製造する食品に付けられているブランド。缶詰や冷凍食品を代表として、他に瓶詰・レトルト・チルド・業務用食品などがある。

## 由来
鮭缶の赤い3本線は、マルハニチロ食品の前身・日魯漁業の創業家である堤家ののれんをデザインしている。

## 歴史
- 1913年（大正2年）
  - あけぼのブランド採用。日本で初めて衛生缶を使った本格的な缶詰機械を設備し、サケ・マス缶詰を大量生産する。
  - イギリス輸出向け鮭缶詰の大量生産を開始。
- 1914年（大正3年） - 日魯漁業株式会社を設立。
- 1920年（大正9年） - 鮭缶ラベルの基本パターン完成。
- 1945年（昭和20年） - 国外資産喪失。
- 1961年（昭和36年） - 冷凍食品第1号「魚介スティック」を発売。
- 1979年（昭和54年） - 「あけぼの おべんとうシリーズ」を展開。
- 1990年（平成2年） - ニチロへ社名変更。同時にコーポレートマーク・ブランドマークも変更。
- 2003年（平成15年） - 雪印乳業の冷凍食品子会社、アクリフーズを買収。
- 2004年（平成16年） - コーポレートブランドマークを刷新。新商品ブランド「ニチロマザー」を発売。
- 2007年（平成19年） - マルハグループ本社（のちのマルハニチロホールディングスを経て、現・マルハニチロ）と経営統合。
- 2008年（平成20年） - マルハの食品事業を統合し、社名をマルハニチロ食品に改称。前身2社の「あけぼの」ブランドと「マルハ」ブランドに関しては使用を継続する。
- 2014年（平成26年） - マルハニチロ食品がマルハニチロ水産に吸収され消滅。「あけぼの」「マルハ」ブランドは、マルハニチロ水産が改称したマルハニチロが使用していた。

## 商品
保存食品全般である。

### 缶詰・瓶詰・レトルト食品
さけ（素材缶、味付缶）、さけフレーク、かに、ほたて、いわし、さば、まぐろ（ツナ）、さんま、いか、あさり、とり・卵類、珍味、農産品、スープ・ソース、デザート・飲料

### 冷凍食品・チルド食品
おべんとう（畜肉・魚介類・その他）、麺類、米飯、お惣菜、お惣菜（中華）、農産品、デザート、チルド食品

### 業務用食品
茶あらい骨なし切身魚、茶あらい骨なし焼魚、水産フライ、コロッケ、麺類・米飯、畜肉加工品（とんかつ・メンチカツ・ハンバーグ）、天ぷら・唐揚げ、ぎょうざ・しゅうまい・点心、その他調理品、チルド和惣菜、デザート、缶詰・レトルト、大地の種（中国凍菜）・国産凍菜、海の種（寿司種）、やさしい素材（介護食）